# 重彈頭
《重彈頭》（英語：Bullet to the Head）是一部於2013年上映的美国动作片，由華特·希爾执导，席維斯·史特龍主演。改編自法國漫畫《Du Plomb Dans La Tete》，作者為Alexis Nolent。美國於2013年2月1日上映。

## 劇情
故事敘述一名職業殺手與目睹搭檔遇害的紐約警探合作，被迫一起努力追擊他們共同的兇惡敵人。

## 演員
- 席維斯·史特龍 - James "Bobo" Bonomo
- 姜成鎬 - Detective Taylor Kwon
- 莎拉·夏希 - Lisa Bonomo
- 艾德瓦利·亞肯努耶-阿嘉巴傑 - Robert Nkomo Morel
- 傑森·摩莫亞 - Keegan
- 克利斯汀·史萊特 - Marcus Baptiste
- 強·西達 - Louis Blanchard
- 赫特·麥卡藍 - Hank Greely

## 外部連結
- 互联网电影数据库（IMDb）上《重彈頭》的资料（英文）
- 爛番茄上《重彈頭》的資料（英文）
- Box Office Mojo上《重彈頭》的資料（英文）
- AllMovie上《重彈頭》的资料（英文）